# 泪橋

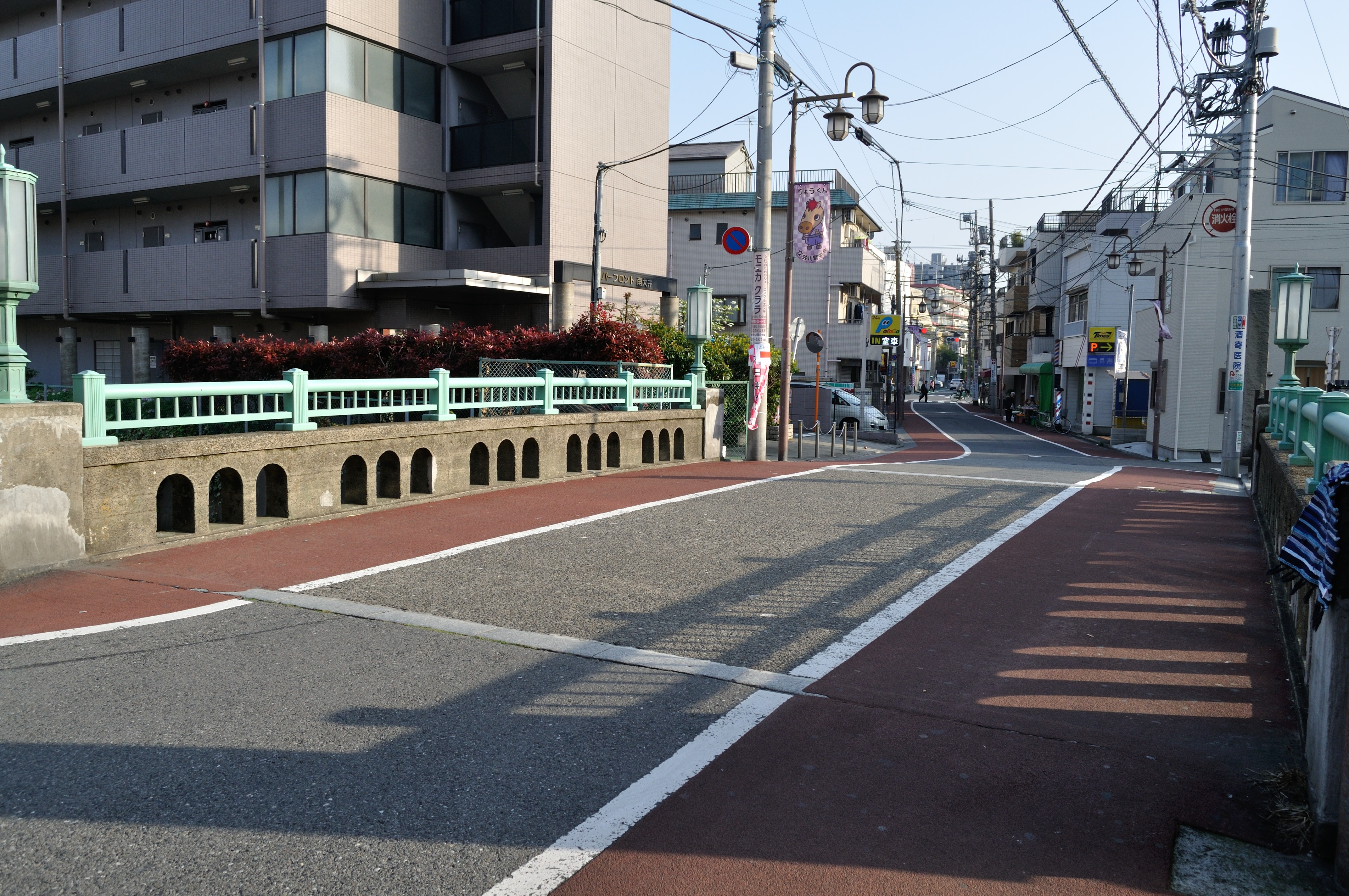
浜川橋（旧 泪橋）　2012年4月撮影

泪橋（なみだばし）は、東京都にあった橋の名称である。荒川区と品川区に一ヶ所ずつの計二ヶ所あった。いずれも近隣の刑場に深い関連があるとされる。
1. 荒川区南千住にある小塚原刑場跡の近くの思川（おもいがわ）にかかっていた橋。
現在では思川は全て暗渠化されているため橋の面影はなく、その名前は交差点やバスの停留所に付けられる事で残っている。
2. 品川区南大井にある鈴ヶ森刑場跡の近くの立会川にかかっていた旧東海道の橋。
現在では名称が「浜川橋」に変わっている。ただし、品川区教育委員会の案内板によれば「泪橋ではなく涙橋」となっている[1]

## 「泪」という名の由来
江戸時代、小塚原と鈴ヶ森は処刑場として磔、火焙り、獄門が行われた場所であり、牢内で斬首された首はここに運ばれて晒された。
小塚原は山谷地区の北端にあり、地区のはずれに泪橋がかかっていた。刑場に行くにはこの橋を渡った。
一方、鈴ヶ森は江戸の北の刑場である小塚原に対しての南の刑場として設置された。鈴ヶ森刑場の周辺は、かつて海岸沿いのさびれた地であった。鈴ヶ森の刑場に向かうには、近くの立会川にかかる泪橋をわたった。
これら泪橋は、罪人にとってはこの世の見納めの場であると同時に、家族や身内の者にとっては処刑される者との今生の別れの場であり、互いがこの橋の上で泪を流したことから、この名が付けられた。